# IABG
IABG (por sus siglas en alemán, Industrieanlagen-Betriebsgesellschaft mbH) es una empresa alemana que ofrece servicios de análisis y pruebas de ingeniería con base en Ottobrunn, Munich (Alemania).

## Historia
La compañía fue fundada en 1961 por iniciativa del gobierno federal para formar una central de análisis y pruebas de ingeniería para el ministerio de defensa y el sector industrial aeronáutico. En 1993 la empresa fue privatizada.
Los actuales propietarios son SCHWARZ Holding GmbH (87,4% del capital social) junto con IABG Mitarbeiterbeteiligungs AG (MBAG, 12,6% del capital social) del grupo de accionistas de IABG.
En 2013 la empresa contaba con 1.000 trabajadores en 18 localizaciones alemanas e internacionales con una facturación total de 172,4 millones de euros.
Proyectos
En 1973 IABG inició las pruebas de ensayo de fatiga de todas las piezas del primer modelo Airbus, el A300. 
En 1992 comenzaron las pruebas a gran escala del cohete europeo Ariane 5. 
Asimismo destacan las pruebas de fatiga del Airbus A380, que la empresa efectuó entre 2004 y 2012 en Dresde. 
A principios de 2014, la empresa puso en marcha la operación experimental continua del Airbus A350 XWB EW (EW = Extra Wing), en Erding.

## Sectores de actividad

### Automoción
En el campo de la automoción proporciona servicios de análisis, desarrollo y pruebas para varios fabricantes de automoción. Para ello IABG opera como centro acreditado de pruebas de acuerdo a las normativas estándar.

### Aviación

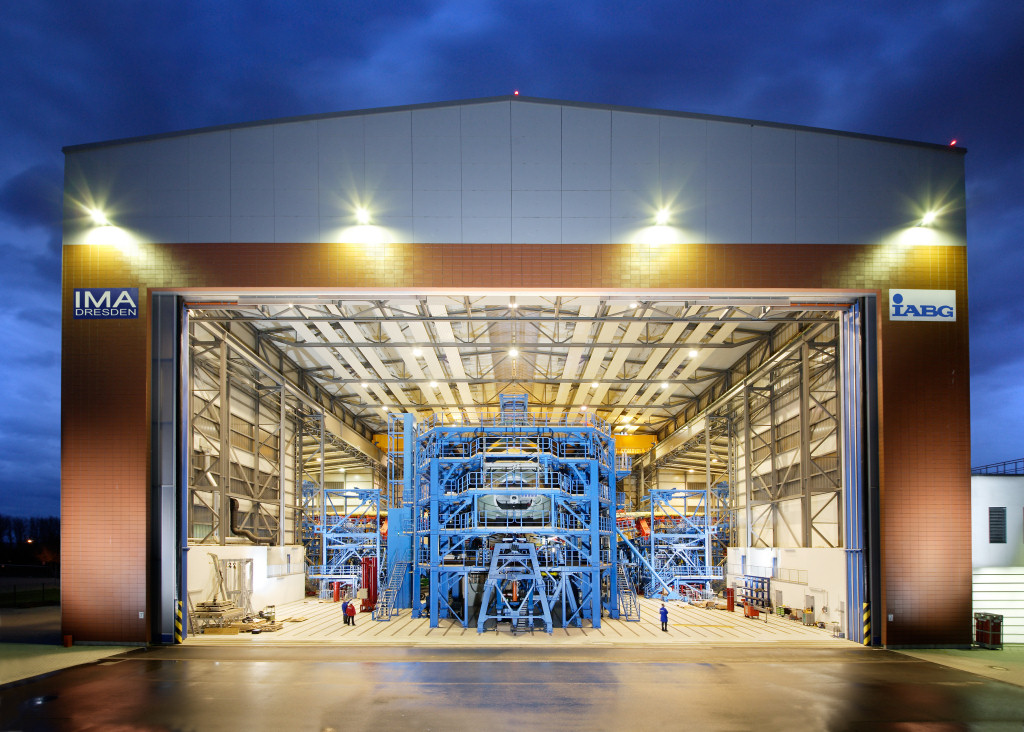
Ensayos de fatiga del Airbus A380 en sus instalaciones de Dresde

La compañía prueba aviones y subensamblajes para analizar la resistencia y la vida útil. Estas pruebas incluyen ensayos de carga estáticas, ensayos de fatiga del avión completo y de subestructuras, ensayo de materiales y ensayos no destructivos. Algunos de los proyectos importantes fueron las pruebas de fatiga estructural del Airbus A380 (finalizadas en 2012), los ensayos de fatiga en la estructura general del carguero militar A400M, las pruebas de extensión de la vida útil del A320 así como las pruebas de fatiga estructural del A350 XWB.

### Comunicaciones
La empresa se inició en el sector de las comunicaciones a partir de 1989. IABG planifica, integra y opera sistemas de comunicaciones y tecnologías de la información (TI), abarcando desde la introducción al mantenimiento durante su ciclo de vida. Los servicios ofrecidos incluyen modelos de costes para optimizar la seguridad y la eficiencia de los sistemas TIC.
Antes de su privatización la empresa participó en la redacción de libros especializados en seguridad de la información. Entre ellas destacan el IT-Sicherheitskriterien (ITSK), el IT-Evaluationshandbuch (ITEHB) y el IT-Sicherheitshandbuch (ITSHB), publicadas en 1989, 1990 y 1992 respectivamente.

### Defensa y seguridad
En este sector incluye soluciones para los problemas de protección y seguridad, para la prevención y respuesta a peligros tales como ciberterrorismo y ataques a infraestructuras críticas.

### Movilidad, energía y medio ambiente
En movilidad, la empresa participa en las áreas de la tecnología de los vehículos, tráfico, conducción dinámica y confort en la conducción. Se incluye cálculos de pruebas estructurales de electromovilidad, dinámicas y acústicas. Además, IABG estudia las posibilidades de la levitación magnética en aplicaciones como el transporte privado.
En el sector de la energía ofrecen diversas soluciones para la electromovilidad y la transición energética. El enfoque aquí es en el desmantelamiento de las centrales nucleares, la reconversión de las instalaciones nucleares y los aerogeneradores.
En el sector del medio ambiente, la empresa utiliza información geográfica y la ingeniería medioambiental. En la localización de IABG en Dresde se determinan e interpretan geodatos para el control de zonas de inundación o de catastro municipal.

### Vuelo espacial
La compañía lleva a cabo ensayos de pruebas y validación en lanzadores espaciales como el tramo superior del Ariane 5 y Vega, satélites como el SWARM, LISA Pathfinder y Sentinel-2ª y otras estructuras espaciales. Estas pruebas, realizadas en el centro ESTEC, incluyen ensayos mecánicos, térmicos y acústicos, determinación de las propiedades de masa, así como servicios de apoyo a la ingeniería y la gestión de la calidad.

## Filiales
- Acentiss
- Alawe Vermietungs
- BIGS
- B.I.M.
- European Test Services B.V. (ETS)
- EXTEDO
- IABG Grundbesitz
- IABG Innovationen
- INTIS
- MEADS LLC
- VITES

### Acentiss

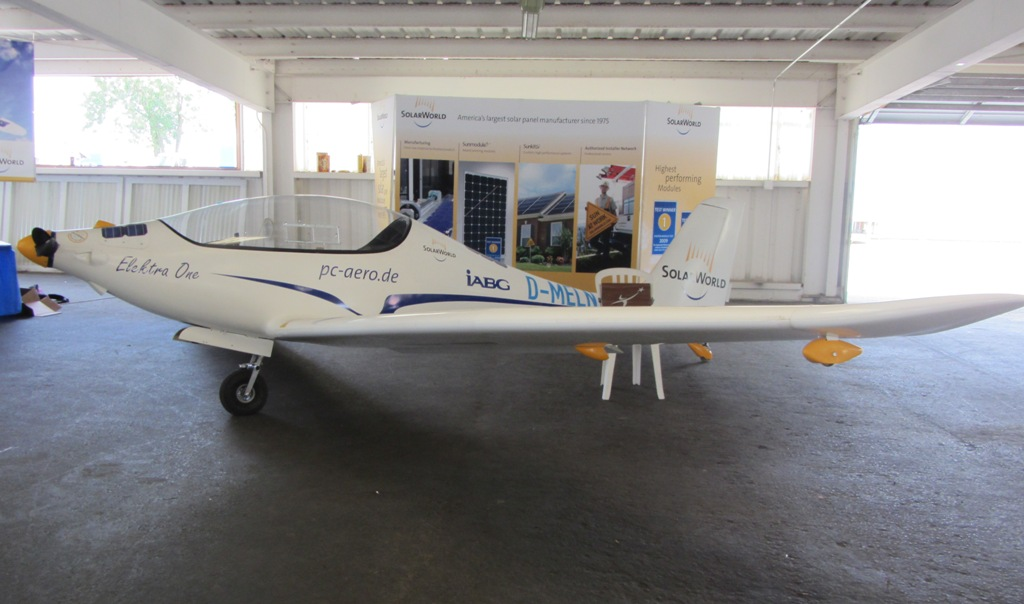
PC-Aero Elektra One

Acentiss es una filial de IABG fundada en 2008. En el ILA Berlin Air Show de 2012 presentaron una versión modificada del ultraligero PC-Aero Elektra One, llamado Elias (ELectric Aircraft IABG AcentisS). Las modificaciones del ELIAS fueron una nueva estructura del ala y del tren de aterrizaje, un sistema de reconocimiento eléctrico, enlaces de datos, y una estación de control terrestre.
La aeronave es usada en los proyectos de investigación EUROPAS y AURAIS.

### BIGS
El Instituto de Brandenburgo para la sociedad y seguridad (Brandenburgische Institut für Gesellschaft und Sicherheit –BIGS-) es una sociedad fundada en 2010 entre IABG, la Universidad de Potsdam, Airbus Defence and Space, y Rolls-Royce. Este instituto, junto con la propia IABG, Fraunhofer FOKUS en Berlín y la Universidad Bundeswehr de Múnich, forman el centro fit4sec, enfocado en seguridad y tecnología, apoyado por el Ministerio Federal de Educación e Investigación (Alemania).

### European Test Services

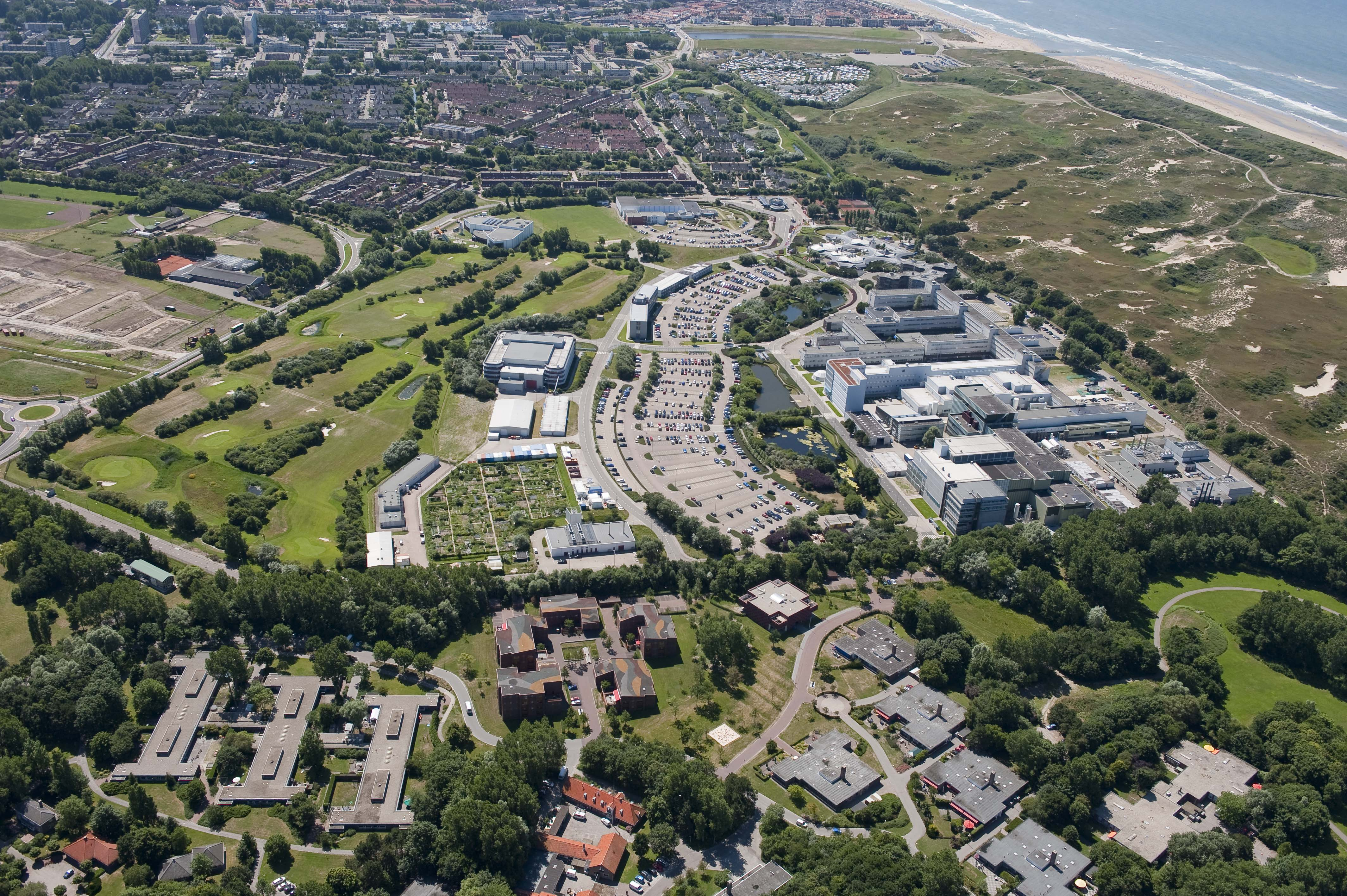
Vista aérea del centro europeo espacial ESTEC

Fundada en 2000, opera el Centro Europeo de Investigación y Tecnología Espacial de la Agencia Espacial Europea ESA. Está localizado en Noordwijk, Países Bajos.